# Jean Nidetch

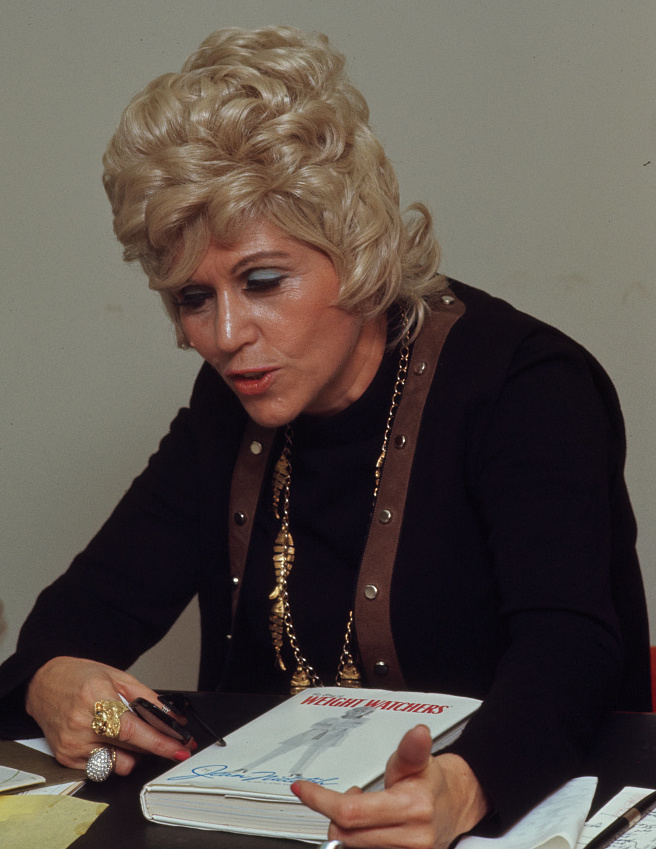
Jean Nidetch

Jean Nidetch (* 12. Oktober 1923 in Brooklyn, New York City; † 29. April 2015 in Parkland, Florida) war eine US-amerikanische Unternehmerin.

## Leben
Nidetch entstammte einer jüdischen Familie und besuchte die Girls’ High School in Brooklyn. Sie studierte am City College of New York. Nidetch arbeitete danach für die Mullin Furniture Company in Jamaica, New York, für das Unternehmen Man O’War Publishing Company und danach für den Internal Revenue Service, wo sie ihren Ehemann kennenlernte. Aufgrund eigener Gewichtsprobleme schloss sie sich einer Selbsthilfegruppe in New York City an und gründete mit einigen aus dieser Gruppe die Organisation und wurde damit im Jahr 1963 Mitgründerin des US-amerikanischen Unternehmens Weight Watchers. Im Jahr 1978 wurde Weight Watchers an das US-amerikanische Unternehmen H. J. Heinz Company veräußert. Nidetch verblieb auch nach dem Verkauf als Beraterin bei Weight Watchers.